# Graphogaster nigrescens
Graphogaster nigrescens är en tvåvingeart som beskrevs av Herting 1971. Graphogaster nigrescens ingår i släktet Graphogaster och familjen parasitflugor. Arten är reproducerande i Sverige. Inga underarter finns listade i Catalogue of Life.